# 宣德州
宣德州，金朝时设置的州。
大定八年（1158年），改宣化州置，治所在文德县（后改名宣德县，即今河北省宣化县），辖境相当今河北省沽源县、崇礼县、张家口市、宣化县、万全县、张北县、尚义县，内蒙古自治区兴和县、察哈尔右翼前旗、商都县、化德县及镶黄旗等地。元朝初年，升为宣宁府。